# Samuel Franklin Cody
Samuel Franklin Cowdery que mais tarde adotou o nome de Samuel Franklin Cody (6 de março de 1867 Davenport, Iowa, EUA — 7 de agosto de 1913 (46 anos) Farnborough, Hampshire, Reino Unido), foi um showman do Velho Oeste (Shows do Velho Oeste [en]) e um dos primeiros pioneiros do voo tripulado. Cody é mais famoso por seu trabalho nas "grandes pipas (papagaios)" conhecidas como "Cody War-Kites", que foram usadas pelos britânicos antes da Primeira Guerra Mundial como alternativa menor aos balões para observação de artilharia. Cody foi o primeiro homem a pilotar um avião construído na Grã-Bretanha (projetado e construído por ele), em 16 de outubro de 1908. Um showman extravagante, ele era frequentemente confundido com Buffalo Bill Cody, cujo sobrenome ele adotou quando jovem.

## Vida pregressa
É difícil separar o início da vida de Cody de suas próprias histórias contadas mais tarde na vida, mas ele nasceu Samuel Franklin Cowdery em 1867, em Davenport, Iowa, onde frequentou a escola até os 12 anos de idade. Não se sabe muito sobre a vida dele nessa época, embora afirmasse que durante sua juventude viveu a vida típica de um vaqueiro. Ele aprendeu a montar e treinar cavalos, atirar e usar um laço. Mais tarde, ele afirmou ter prospectado ouro em uma área que mais tarde se tornou Dawson City, centro da famosa Corrida do Ouro de Klondike.

## Showman

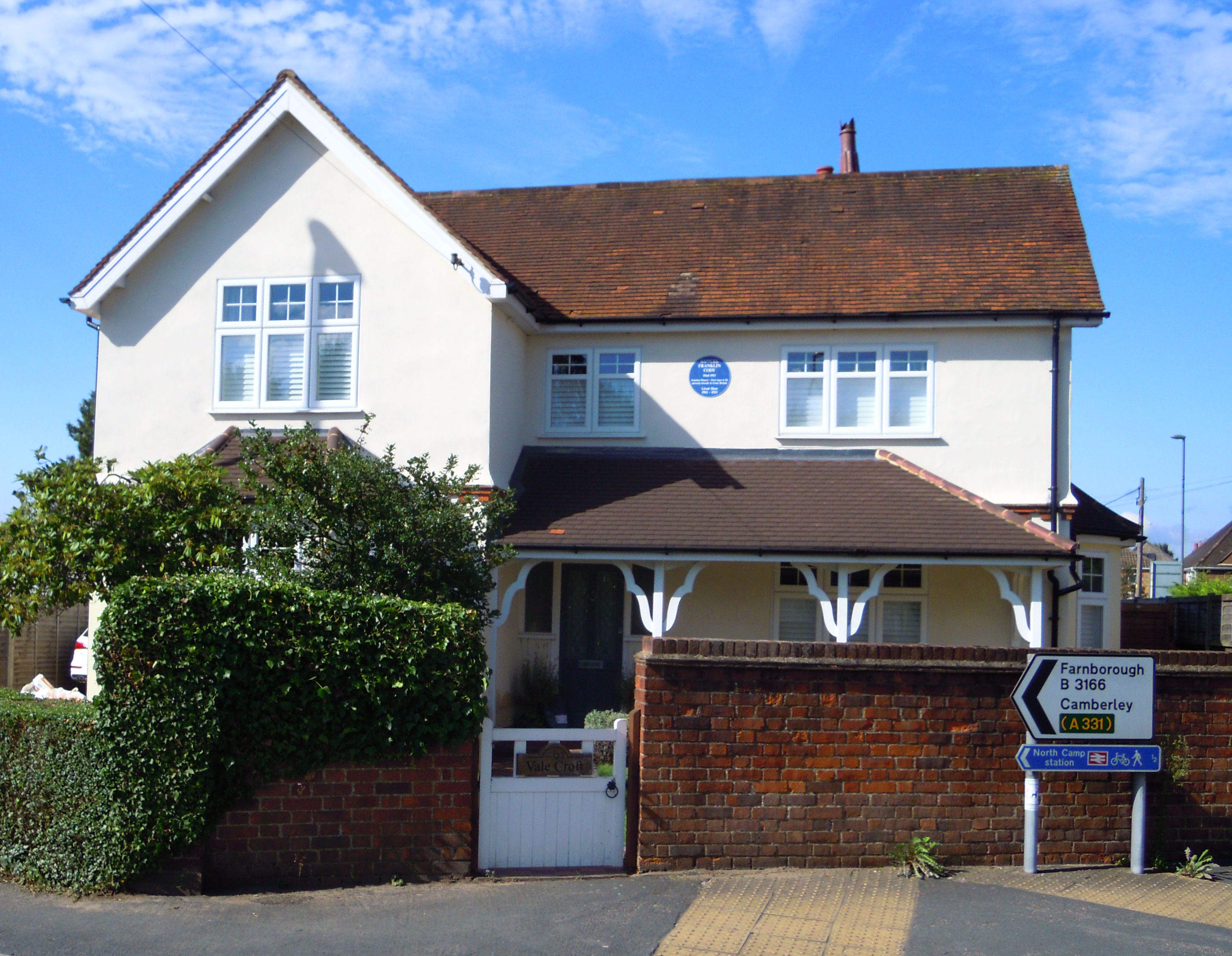
"Valecroft", a antiga casa de Cody
em Ash Vale, Surrey, Inglaterra.

Em 1888, aos 21 anos, Cody começou a viajar pelos Estados Unidos com o Forepaugh's Circus, que na época tinha um grande componente de show do Velho Oeste. Ele se casou com Maud Maria Lee em Norristown, Pensilvânia, e o nome Samuel Franklin Cody aparece na certidão de casamento de abril de 1889.
Cody chegou à Europa em 1890, alegando ser filho do conhecido William "Buffalo Bill" Cody, embora na verdade os dois não fossem relacionados. Cody, junto com sua esposa, viajou pela Inglaterra com um show de tiro. Maud usou o nome artístico de "Lillian Cody", que manteve pelo resto de sua carreira artística. Em Londres, eles conheceram a Sra. Elizabeth Mary King (nascida Davis), esposa de Edward John 'Ted' King, um "senhor de terras" e mãe de quatro filhos, Edward, Leon, Vivian e Liese. A Sra. King tinha ambições de palco para seus filhos. Em 1891, Maud ensinou os meninos a atirar, mas depois voltou para os EUA sozinha. As evidências sugerem que, no outono de 1891, Maud não conseguia se apresentar com o marido por causa de um ferimento, vício em morfina, início de esquizofrenia ou uma combinação desses males.
Depois que Maud Cody voltou para a América, a Sra. King deixou o marido e ficou com Cody. Ela levou seus três filhos com ela, mas deixou sua filha, Liese, com Ted, que estava nos estágios iniciais da doença de Bright. Enquanto na Inglaterra, Cody e a Sra. King viveram juntos como marido e mulher. Ela usava o nome de Lela Marie Cody e geralmente era considerada sua esposa legal. Seus filhos mais novos, Leon e Vivian (King), eram conhecidos como Cody. No entanto, o casamento de Cody e Maud nunca foi legalmente dissolvido.
Enquanto na Inglaterra, Cody, Lela e seus filhos percorreram os music halls, que eram muito populares na época, dando demonstrações de suas habilidades de equitação, tiro e laço. Enquanto fazia uma turnê pela Europa em meados da década de 1890, Cody capitalizou a mania das bicicletas ao encenar uma série de corridas de cavalos contra ciclistas famosos. As organizações de ciclismo rapidamente desaprovaram essa prática, que gerou acusações de resultados "combinados". Em 1898, o show de palco de Cody, "The Klondyke Nugget", fez muito sucesso; incluía o filho mais velho de Lela, Edward, que era conhecido como Edward Le Roy, e seus filhos mais novos, Leon e Vivian (King), que eram conhecidos como Cody para evitar qualquer constrangimento.
Um dos bisnetos de Lela (e neto da filha de Lela, Lizzy 'Liese' King com seu marido Edward King) é o Editor de Assuntos Mundiais da BBC, John Simpson.

## Aeronáutica

### Pipas

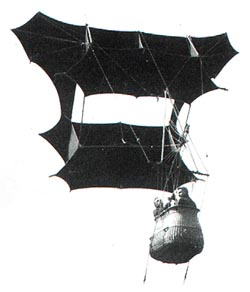
A "Man-lifter War Kite"
projetada por Cody.

Não está claro por que Cody ficou fascinado por empinar pipas. Cody gostava de contar uma história em que foi inspirado por um cozinheiro chinês; que, aparentemente, o ensinou a empinar pipas, enquanto viajava ao longo da antiga trilha de gado. No entanto, é mais provável que o interesse de Cody por pipas tenha sido despertado por sua amizade com Auguste Gaudron, um balonista que Cody conheceu durante uma apresentação no Alexandra Palace. Cody mostrou desde cedo um interesse na criação de pipas capazes de voar a grandes altitudes e transportar um homem. Leon também se interessou, e os dois competiram para fazer as maiores pipas, capazes de voar em alturas cada vez maiores. Vivian também se envolveu após muita experimentação.
Financiado por seus shows, Cody desenvolveu significativamente a pipa de caixa dupla de Lawrence Hargrave para aumentar seu poder de levantamento, especialmente adicionando asas em ambos os lados. Ele também desenvolveu um sistema sofisticado de empinar pipas em uma única linha, que era capaz de subir a muitos milhares de pés ou transportar vários homens em uma gôndola. Em 1901 patenteou o seu design, que ficou conhecido como "Cody kite" - "pipa Cody".
Os balões eram então usados para observação meteorológica e militar, mas só podiam ser operados com ventos fracos. Cody percebeu que as pipas, que só podem ser operadas com ventos mais fortes, permitiriam que essas atividades fossem realizadas em uma gama mais ampla de condições climáticas. Suas pipas logo foram adotadas para a meteorologia, e ele foi nomeado "amigo" da "Royal Meteorological Society".
Em dezembro de 1901, ele ofereceu seu projeto ao "War Office" como uma "War Kite" de observação para uso na Segunda Guerra dos Bôeres e fez vários voos de demonstração de até 2.000 pés em vários lugares ao redor de Londres. Uma grande exposição das pipas Cody aconteceu no Alexandra Palace em 1903. Mais tarde, ele conseguiu cruzar o Canal da Mancha em um barco Berthon rebocado por uma de suas pipas. Suas façanhas chamaram a atenção do Almirantado, que o contratou para estudar as possibilidades militares de usar pipas como postos de observação. Ele os demonstrou mais tarde em 1903 e novamente em 2 de setembro de 1908, quando os fez voar para fora do convés do encouraçado HMS Revenge. O Almirantado eventualmente comprou quatro de suas pipas de guerra.
Em 1905, usando um design radicalmente diferente que se parecia mais com um biplano sem cauda, idealizou e empinou uma "pipa-planador" tripulada. O dispositivo era empinado com uma corda como uma pipa, e a corda era então liberada para permitir o voo planado. O design mostrou pouca semelhança com suas pipas anteriores, tinha mais a aparência de um biplano sem cauda. Foi notável por ser a primeira aeronave a usar ailerons (na verdade, eram elevons) para controlar a rolagem.
Cody finalmente conseguiu interessar o exército britânico em suas pipas. Em 1906, ele foi nomeado "Instrutor Chefe" de "kiting" para a "School of Ballooning" em Aldershot e logo depois se juntou à nova "Army Balloon Factory" na estrada em Farnborough, junto com sua suposta filha Vivian. A fábrica eventualmente se tornaria o "Royal Aircraft Establishment", e Vivian Cody seguiria para uma longa e bem-sucedida carreira como especialista técnica. Em 1908, o War Office adotou oficialmente as pipas de Cody para as "companias de balão" que ele vinha treinando. Este grupo iria, no devido tempo, evoluir para a "No. 1 Company" do "Air Battalion Royal Engineers" (ABRE), da qual mais tarde se tornou o "No. 1 Squadron" do Royal Flying Corps e eventualmente no No. 1 Squadron da Royal Air Force.
Finalmente, em 1907, ele criou uma "power-kite" não tripulada. Um tanto semelhante à sua pipa padrão, mas com asas maiores e uma cauda com estabilizadores verticais gêmeos no lugar da célula traseira, ela estava equipada com um motor Buchet de 15 cv. Não era permitido voar livre; Cody estendeu um longo fio aéreo ao longo do galpão de balões em Farnborough e fez um voo "indoor".
Tudo o que lhe restava era reunir o planador tripulado e a "power-kite" para criar o primeiro avião da Grã-Bretanha.

### Dirigível Nulli Secundus

O dirigível Nulli Secundus, 1907.

Antes que Cody pudesse transformar suas novas habilidades em aviões, foi obrigado a ajudar a completar uma aeronave então em construção no galpão de aeronaves de Farnborough. Em dezembro de 1906, ele foi despachado para a França, onde comprou um motor Antoinette de 40 HP (30 kW). Durante 1907, ele recebeu autoridade total como projetista da estrutura inferior e do sistema de propulsão do dirigível. Em 5 de outubro de 1907, o primeiro dirigível motorizado da Grã-Bretanha, o Dirigible No 1, "Nulli Secundus", do Exército Britânico, voou de Farnborough para Londres em 3 horas e 25 minutos, com Cody e seu comandante Coronel J E Capper a bordo. Depois de contornar a Catedral de São Paulo, eles tentaram retornar a Farnborough, mas ventos contrários a 18 mph (29 km/h) os forçaram a pousar em Crystal Palace, onde o dirigível foi danificado por ventos fortes.

### Aviões
Mais tarde, em 1907, o Exército decidiu apoiar o desenvolvimento de seu avião motorizado, o British Army Aeroplane No 1. Após pouco menos de um ano de construção, ele começou a testar a máquina em setembro de 1908, aumentando gradualmente seus "saltos" até atingirem 1.390 pés (420 m) em 16 de outubro de 1908.
Seu voo de 16 de outubro de 1908 é reconhecido como o primeiro voo oficial de uma máquina mais pesada que o ar pilotada na Grã-Bretanha. A máquina foi danificada no final do voo. Após reparos e extensas modificações, Cody voou com ele novamente, no início de 1909. O War Office decidiu então interromper o desenvolvimento de aeronaves mais pesadas que o ar, e o contrato de Cody com o Exército terminou em abril de 1909.
Cody continuou a trabalhar em aeronaves usando seus próprios fundos. Ele recebeu seu avião do Exército e continuou a trabalhar nele em Farnborough, usando a planície de Laffan para seus voos de teste.
Em 14 de maio de 1909, ele conseguiu voar por mais de uma milha, estabelecendo os primeiros recordes oficiais de distância e resistência britânicos. Em agosto de 1909, Cody completou a última de sua longa série de modificações na aeronave. Ele transportou passageiros pela primeira vez em 14 de agosto de 1909: primeiro seu antigo colega de trabalho Capper e depois Lela Cody.
Em 29 de dezembro de 1909, Cody se tornou o primeiro homem a voar de Liverpool em uma tentativa malsucedida de voar sem escalas entre Liverpool e Manchester. Ele saiu do Hipódromo de Aintree às 12h16, mas apenas 19 minutos depois foi forçado a pousar na "Fazenda Valencia" perto de Eccleston Hill, St Helens, perto de Prescot devido a uma névoa espessa.
Em 7 de junho de 1910, Cody recebeu o certificado número 9 do Royal Aero Club usando uma aeronave recém-construída e, no final do ano, ganhou a "Michelin Cup" para o voo mais longo feito na Inglaterra durante 1910 com um voo de 4 horas e 47 minutos em 31 de dezembro. Em 1911, sua terceira aeronave foi a única máquina britânica a completar a corrida aérea "Daily Mail Circuit of Britain" do Daily Mail, terminando em quarto lugar, pelo qual recebeu a Medalha de Prata do R.Ae.C. em 1912. O biplano Cody V, com um novo motor de 120 hp (90 kW), ganhou o primeiro prêmio na "British Military Aeroplane Competition de 1912" em Salisbury Plain. Ele preparou primeiro um monoplano, o Cody IV, para os testes, mas foi seriamente danificado em um acidente antes do início dos testes.
Seu último avião, o Cody Floatplane, poderia atuar com rodas ou flutuadores.

### Aeronaves
- Cody War Kite (1901)
- Cody glider-kite (1905)
- Cody power-kite (1907)
- British Army Aeroplane No 1 (1908) ou "Cody No. 1" ou "Cody Cathedral"
- Cody Michelin Cup Biplane (1910)
- Cody Circuit of Britain Biplane (1911)
- Cody monoplane (1912)
- Cody V (1912) ("Cody Military Trials Biplane")
- Cody Floatplane (1913)

## Morte

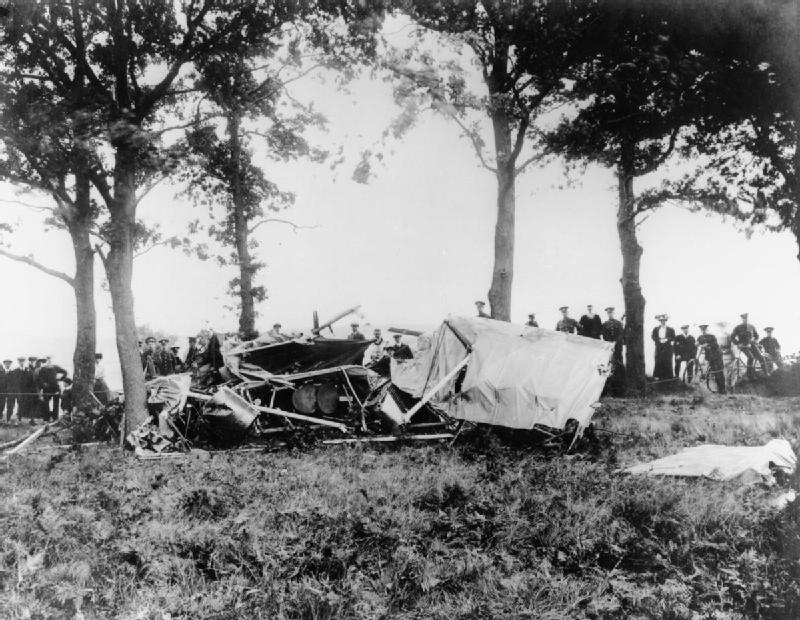
Destroços do acidente fatal de Cody.

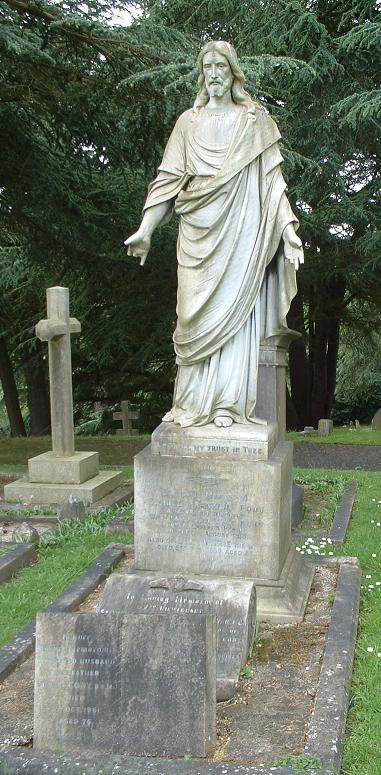
Túmulo de Samuel Franklin Cody no Cemitério Militar de Aldershot.

Em 7 de agosto de 1913, Cody estava testando seu projeto mais recente, o Cody Floatplane, quando ele se partiu a 60 metros de altura e ele e seu passageiro, o jogador de críquete William Evans, foram mortos em Ball Hill, Laffans Plain, Cove Common perto de Farnborough. Os dois homens, que não usavam cintos de segurança, foram jogados para fora da aeronave e a investigação do acidente do Royal Aero Club concluiu que o acidente foi devido a "fraqueza estrutural inerente" e sugeriu que os dois poderiam ter sobrevivido ao acidente se tivessem foi presos aos assentos. O corpo de Cody foi enterrado com todas as honras militares no "Aldershot Military Cemetery"; o cortejo fúnebre atraiu uma multidão estimada em 100.000 pessoas.
Adjacente ao túmulo de Cody está um memorial a seu único filho (natural), Samuel Franklin Leslie Cody, nascido na Basileia, Suíça 1895, que se juntou ao Royal Flying Corps e foi morto na Bélgica em 23 de janeiro de 1917 enquanto servia no 41 Squadron.

## Legado
Uma estátua comemorativa de Cody, adjacente ao Farnborough Air Sciences Trust Museum, foi inaugurada pelo capitão Eric "Winkle" Brown, de 94 anos, em agosto de 2013. O "Cody Technology Park" e o "Cody Cricket Club", ambos em Farnborough, têm o nome dele. Sua antiga casa em Ash Vale, Surrey, é marcada por uma "blue plaque".
O "Aldershot Military Museum" possui artefatos relacionados a Cody.

### A "Árvore Cody"
Quando Cody estava testando seu primeiro avião, ele o amarrou a uma árvore para avaliar a força de tração de sua hélice. A árvore ficou conhecida como "Árvore Cody" e sobreviveu por muitos anos. Mais tarde, uma réplica de alumínio foi fundida por aprendizes do Royal Aircraft Establishment, e por muitos anos continuou a marcar o local. A árvore de metal foi finalmente movida para seu local atual.

### Réplica de avião
Uma equipe de entusiastas voluntários construiu uma réplica em tamanho real do British Army Aeroplane No 1 para comemorar o 100º aniversário do primeiro voo. Está em exibição permanente no "Farnborough Air Sciences Trust Museum" em Farnborough. O display fica a cerca de trezentos metros do ponto de decolagem do voo histórico.

### A farsa de Broomfield
G. A. Broomfield tinha sido um assistente e amigo de Cody depois que ele deixou o Exército e se mudou para Laffan's Plain. Em 1948, ele apresentou ao "Science Museum", em Kensington, um modelo do "Cody No. 1" que estava errado em muitos detalhes. Ele alegou que o primeiro voo tinha sido em maio de 1908. Isso foi um mês antes de um primeiro voo semelhante reivindicado por A. V. Roe, e Broomfield queria estabelecer a primazia para Cody. A afirmação de Roe foi rejeitada mais tarde, mas então Broomfield estava muito envolvido em sua história para desistir.
No ano seguinte, Broomfield fez a mesma reivindicação ao Royal Aircraft Establishment, e fez com que uma nova placa com a data de 16 de maio de 1908 fosse feita para a Árvore Cody. A história foi publicada pela primeira vez em 1951 e, novamente, em 1952, em artigos publicados por pesquisadores independentes. Um relato mais completo do voo do dia fictício apareceu na biografia de Broomfield de Cody, "Pioneer of the Air", 1953. Isso foi endossado por Geoffrey de Havilland que forneceu o prefácio e C. G. Gray, editor do jornal "Aeroplane", que escreveu a introdução. A fraude não foi exposta até 1958, o 50º aniversário do voo na Grã-Bretanha, quando três investigadores, G. W. B. Lacey do Museu da Ciência, A. T. E. Bray do R.A.E. e o historiador independente Charles Gibbs-Smith, pediu esclarecimentos a Broomfield.